# 蘇哈利皮揚卡河
蘇哈利皮揚卡河（烏克蘭語：Суха Лип'янка），是烏克蘭的河流，位於該國中部，屬於利皮揚卡河的左支流，發源自羅祖米夫卡東北面，流經波爾塔瓦州，河道全長34公里，流域面積203平方公里。